# Taylor & Francis

Logo (2015)

Taylor & Francis ist eine weltweit tätige britische Verlagsgruppe mit Sitz in London, die über 2700 wissenschaftliche Zeitschriften und jährlich etwa 2000 Bücher herausgibt. Niederlassungen befinden sich in den USA, Singapur und Australien. Taylor & Francis bildet heute den „akademischen Arm“ der Informa, mit der sie im Jahre 2004 fusioniert ist.

## Unternehmen
Nach zahlreichen Übernahmen verfügt Taylor & Francis insbesondere über folgende Marken:
- BIOS Scientific Publishers
- Brunner-Routledge
- Brunner-Mazel
- Carfax Publishing
- Cavendish Publishing
- CRC Press
- David Fulton Press
- Frank Cass
- Curzon Press
- Gordon & Breach
- Harwood Academic Publishers
- Marcel Dekker
- Martin Dunitz
- Lawrence Erlbaum Associates
- Parthenon Publishing
- Psychology Press
- Routledge (1998 erworben)
- Spon Press
- Swets and Zeitlinger Publishers und
- Taylor Graham Journals

## Zeitschriften
Taylor & Francis gibt unter anderem folgende Zeitschriften heraus:
- Behaviour & Information Technology
- Clinical Toxicology
- Coastal Management
- Cryptologia
- Expert Opinion on Pharmacotherapy
- Food and Agricultural Immunology
- Instrumentation Science & Technology
- International Journal of Biobased Plastics
- International Journal of Multilingualism
- Journal of Biopharmaceutical Statistics
- Journal of Business and Economic Statistics
- Journal of Contemporary Religion
- Journal of Energetic Materials
- Journal of Natural History
- Patterns of Prejudice
- Peacebuilding
- Philosophical Magazine
- Regional Studies
- Scando-Slavica
- Science and Technology of Advanced Materials

## Geschichte
Als Gründungsjahr der Gesellschaft wird 1852 angesehen, als Richard Taylor (1781–1858) und sein Sohn William Francis (1817–1904) ihre Aktivitäten auf dem Zeitschriftenmarkt bündelten. Ein Vorgängerunternehmen wurde aber schon 1798 gegründet. 2004 wurde Taylor & Francis mit dem Verlag Informa zu T&F Informa verschmolzen. Das neue Unternehmen wurde bald in Informa umbenannt, Taylor & Francis verbleibt als Wissenschaftsverlag innerhalb der Informa-Gruppe.